# Борбе за Аранђеловац септембра 1944.
У склопу опште офанзиве у западној Србији и Шумадији, Пета крајишка дивизија НОВЈ уз учешће 21. српске бригаде НОВЈ извела је 19. септембра 1944. обухватан напад на Аранђеловац. Након једнодневне борбе против 1. батаљона 1. пука Бранденбург и око 1200 четника и припадника СДС, 20. септембра послеподне снаге НОВЈ запоселе су Аранђеловац.
Након заузимања Аранђеловца, Пета крајишка дивизија настојала је да пренесе дејства према комуникацији Топола - Младеновац. Након пристизања немачког 14. СС пука из правца Чачка и поновног овладавања Горњим Милановцем, Немци су преузели иницијативу и настојали да поново заузму Аранђеловац. Борбе су биле нарочито интензивне након 24. септембра, а 29. ујутро Немци су продрли до првих кућа, да би током поподнева били потиснути назад.
Због неповољног развоја по Немце на источним границама Србије, почетком октобра 1. пук Бранденбург пребачен је у јужни Банат, а 7. СС дивизија у јужну и источну Србију. Одбрану комуникације Крагујевац - Београд преузели су делови 117. ловачке дивизије довучене из Грчке, ојачане другим пристиглим деловима, а снаге НОВЈ вршиле су снажан притисак на Тополу, Смедеревску Паланку и Младеновац. 10. октобра у то подручје пробио се 4. гардијски механизовани корпус и 93. дивизија Црвене армије, чиме је остварена потпуна надмоћ над Немцима и отворена могућност за наступање према Београду.
Према ратном дневнику команданта дивизије Милутина Мораче, током борби за ослобођење Аранђеловца убијено 140 Немаца (од чега четири официра), и 406 четника, недићеваца и љотићеваца. Заробљених је било 420. Јединице дивизије и придружене јединице претрпеле су губитке од 26 погинулих и 66 рањених.

## Претходне околности
У својим настојањима да задрже Србију под контролом, Немци су током лета 1944. претрпели два неуспеха. Најпре на Ибру почетком августа, кад нису успели да довођењем 1. брдске дивизије спрече продор оперативне групе НОВЈ (2, 5. и 17. дивизија), и затим током августа у операцији Рибецал, кад нису успели да разбију 1. и 12. корпус у Санџаку и Црној Гори. Почев од 20. августа њихову ситуацију компликовао је пораз у Јаши-Кишињевској операцији, праћен изласком Румуније из Тројног пакта и објавом рата Немачкој. Услед тога, Команда Југоистока била је принуђена да 26. августа извуче 1. брдску дивизију из операција у Санџаку и нареди јој пребацивање у источну Србију. До средине септембра, 8 дивизија НОВЈ пребачених из Санџака и источне Босне, заједно са 7 формираних у Србији, преузело је иницијативу у Србији потпуно у своје руке. Пошто је у Србији располагали само слабим полицијским и територијалним снагама (ландесшицен батаљонима), Команда Југоистока била је принуђена да главни терет борби у Србији пребаци на 7. СС дивизију која је пратила и ометала наступање НОВЈ из Санџака и источне Босне, и на снаге које су хитно и безобзирно извлачене са других сектора ради распоређивања у Србији (1. пук Бранденбург и 92. моторизовани пук из Далмације, 2. пук Бранденбург из Санџака, 191. бригада јуришних оруђа из Босне, делови 117. ловачке дивизије која се пробијала из Грчке...).
У Србији су биле распоређене квислиншке снаге: СДС са СГС, СДК и РЗК. СДС и СГС су почетком септембра ступиле под команду Драже Михаиловића. Михаиловићеви четници, односно ЈВуО, били су најбројнија локална формација. Имајући заједничког непријатеља (НОВЈ), и заједнички циљ - спречавање продора НОВЈ у Србију - Михаиловићеве снаге су садејствовале са Немцима током важних борби, попут пролећног продора НОВЈ 1944. и операције Трумпф. Услед даљег погоршања ситуације за Немце и четнике, ово садејство наставило се и током септембра, уз неке изузетке. С обзиром на очигледно ближење расплета, неки четнички лидери сматрали су да је крајњи час за отпочињање операција против Немаца ради потврђивања савезничког положаја. Дошло је до неких сукоба у североисточној Србији, а средином октобра и у централној Србији.
Руске и српске, као и полицијске добровољачке јединице и четничке јединице, које су се до тада, упркос свих разочарења, бориле на страни немачког Вермахта, постале су несигурне, последње чак и делом непријатељске.
Током септембра међутим, у централној и западној Србији Немци и четници су и даље садејствовали, што је констатовано на састанку на највишем нивоу у Београду 8. октобра 1944:
Дража Михаиловић ће наставити борбу против комунизма. Његове јединице се већ боре са Титовим трупама и имају делимично везу са немачким јединицама (пуковник фон Јунгфелд, генерал Милер)
Немце је посебно забрињавало прикупљање Прве армијске групе НОВЈ јужно и југозападно од Београда. Ове снаге су извеле напад на Крушевац 10. септембра, Пожегу 13. септембра, Ужице 13. септембра, Горњи Милановац је ослобођен 17. септембра, Крупањ 17. септембра, а Ваљево 18. септембра. Услед тога је и Команда Југоистока, као противмеру, формирала штаб Групе армија Србија, потчинивши јој долазеће јединице. „За разбијање јаких црвених трупа, које су се појавиле на просторији Ужице — Чачак — Топола — Уб — Ваљево" овај штаб наредио је наступање 1. и 2. пука Бранденбург са севера, а 7. СС дивизије са југа.

## Аранђеловац и околина
Аранђеловац је током ноћи 11/12. септембра напала Друга шумадијска (21. српска) бригада НОВЈ. Тада се у Аранђеловцу налазио срески одред СДС (око 120 стражара) у станици СДС (код старе пијаце), Јуришна (око 200 четника) и 2. бригада корпуса Корпуса горске гарде (око 300 четника) у хотелима „Старо здање“ и „Шумадија“ (у градском парку) и локална немачка команда са непосредним обезбеђењем. Око станице СДС и хотела у парку били су ископани ровови и постављене препреке од бодљикаве жице. Пошто, услед недостатка тешких оруђа није успела да савлада отпор из утврђених објеката, Друга шумадијска бригада је око 5 часва ујутро обуставила напад и извукла се из града.

## Ток напада
Пета крајишка дивизија, која је била на десном крилу групе дивизија НОВЈ које су наступале према Београду, по пристизању у ову област, обавила је извиђање, и њен штаб је 18. септембра издао заповест за напад на Аранђеловац. По прикупљеним подацима, Аранђеловац је бранило око 1350-1400 људи, од којих је 1200 било распоређено на Букуљи, а 150-200 у самом граду. Према обавештајним подацима 5. дивизије, то су били четници (Други равногорски корпус), уз мањи број бивших припадника СДС. Према другим подацима радило се о Горској гарди, а командант Другог космајског корпуса Горске гарде, капетан Бојовић Драгутин-Млађа погинуо је током борбе за Аранђеловац.
По заповести за напад, 1. крајишка бригада требало је да, наступајући са југа и југозапада, ликвидира спољну одбрану и обухвати град са југа, истока и запада, док је два батаљона 4. крајишке требало да наступе са севера. Десета крајишка бригада имала је задатак да наступи на комуникацију Аранђеловац - Топола и блокира Тополу, а два батаљона четврте да контролишу путеве са североистока. Напад је требало да почне 19. септембра у 12:00.
Међутим, 18. септембра у Аранђеловац је из Тополе стигао 1. батаљон 1. моторизованог пука Бранденбург ради учешћа у планираном нападну на снаге НОВЈ. Овај батаљон је током преподнева 19. септембра кренуо из Аранђеловца мото-маршем према Шаторњи, одакле је требало да наступи према Руднику и Горњем Милановцу, на положаје 21. српске дивизије НОВЈ. Тако је дошло до непланираног сусрета на Травном пољу између десне колоне Прве крајишке бригаде, коју је сачињавао 1. батаљон, бригадна атриљерија, штаб и штапске јединице, па за њима 3. батаљон, и 1. батаљона 1. моторизованог пука Бранденбург.
Крајишници су се боље снашли у изненадном сусрету, и први се развили за напад. немачка колона ухваћена је на путу и била изложена пешадијској, минобацачкој и топовској ватри. Након краткотрајне снажне ватре, крајишки батаљони прешли су на јуриш. Поколебани Немци покушали су да се врате према Аранђеловцу, али су чете 1. батаљона Прве крајишке то спречиле, пресекавши тај правац. Немци су се након тога нагло и неорганизовано повукли преко Рибничке реке и Забрежја према Тополи, напуштајући моторизацију и борбену технику.
После заузећа Ваљева, бандитске снаге вршиле су притисак једним делом у правцу севера према Сави, а претежним делом у правцу Топола — Аранђеловац, где су угрожавале главни магистрални друм Београд — Ниш. Војноупр. к-т Југоистока имао је намеру да туче тамо концентрисане главне Титове снаге нападом са с.[евера] са два, тенковима ојачана, батаљона „Бранденбург“, а с ј[уга] једним пуком СС-див. „Принц Еуген“. Испоставило се, међутим, да су ангажоване снаге биле преслабе и нарочито су мот. бата[љони] „Бранденбург“ имали знатне губитке у планини Рудник, од огорченог и борбеног непријатеља.
Дошло је до још једног непланираног сусрета. Наиме, 21. српска бригада имала је такође у плану напад на упоришта у околини Аранђеловца, а да пре тога није успоставила контакт са Петом крајишком дивизијом. При изненадном сусрету са Десетом крајишком бригадом дошло је до краткотрајног међусобног пушкарања. По успостављању контакта, 21. српска се уклопила у план штаба Пете дивизије и садејствовала Десетој крајишкој у ослобођењу Венчаца, села Бање и просторије између села Бање и Шаторње, као и у одбијању напада Немаца да према Шаторњи. Након тога 21. српска је и формално укључена у Пету крајишку дивизију.
За то време 2. и 4. батаљон Прве крајишке, заједно са два батаљона Четврте крајишке, упали су у град Аранђеловац. Њима се прикључио и Први шумадијски НОП одред, на који су наишли у Даросави. Међу четницима је дошло до извесног колебања и осипања. Ровови на Букуљи били су напуштени без борбе. Главнина се повукла у сам град, спремна на упорну одбрану из тврдо грађених објеката. Након 16 часова, по окончању сукоба са Немцима, нападу на град придружили су се и 1. и 3. батаљон Прве крајишке.
Борба за сам град била је дуготрајна. Борба се водила за сваку кућу, а отпор је био јак и упоран. Браниоци су сабијени у зграду жандармерије и зграду хотела „Старо здање“. После неколико неуспелих ноћних јуриша, штаб пете дивизије одлучио је да обустави нападе до зоре и да држи браниоце у блокади.
Дана 20. септембра у зору опсада је настављена. Зграде из којих је пружан отпор тучене су топовима, минобацачима и бацачима ПИАТ, али отпор није престајао. Око 9. часова сломљен је отпор из жандармеријске станице, тако да је зграда хотела „Старо здање“ остала последње упориште. До коначног слома отпора из ове зграде дошло је тек кад је минерска група минирала зид хотела. Експлозија је нанела браниоцима тешке губитке, а кроз створену рупу у зиду упали су борци НОВЈ и ликвидирали последњи отпор. Из подрума зграде је ослобођено око 50 затвореника.
Последњи отпор у Аранђеловцу окончан је 20. септембра око 16 часова.

## Одбрана Аранђеловца
Дана 20. септембра 1944. почео је напад 7. СС дивизије са југа. У току 21. септембра Немци су одбацили делове 21. српске дивизије и ушли у Горњи Милановац, одакле су наставили наступање према Руднику. Пета крајишка дивизија је поставила одбрану ради спречавања продора према Аранђеловцу и Лазаревцу. 22. септембра 21. српска дивизија поново је ослободила Горњи Милановац. 23. септембра немачки 14. СС пук пробио се са Рудника до Тополе. До директног наступања према Аранђеловцу дошло је 24. септембра из Тополе. Уз оштре борбе, Немци су постепено напредовали, и заузели су Бању и Венчац. Ноћу 27/28. септембра Прва крајишка нападала је немачке позиције од Бање и Венчаца до Шаторње, настојећи да их заузме и потисне Немце. Током дана Немци су кренули у противнапад, и одбацили Прву крајишку. Најоштрије и најдраматичније борбе вођене су 29. септембра током целог дана, када су Немци успели да се домогну првих кућа у Аранђеловцу. У противнападу истог дана предвече, делови Пете крајишке дивизије успели су да их одбаце и одбране Аранђеловац.
Након ових борби дошло је до слабљења немачких позиција. Још у току 29. септембра 13. СС пук добио је наређење да се, због компликовања тамошње ситуације, пребаци у јужну Србију. 2. октобра наређен је покрет и 14. СС пуку. Упркос пристизању делова 117. дивизије, Немци више нису располагали снагама за наставак напада, па су снаге НОВЈ поново преузеле пуну иницијативу. Истовремено је почело наступање НОВЈ на широком фронту од Шапца до Тополе према Београду. Слабе немачке и преостале четничке снаге потиснуте су делом у Београд. Четничку 4. групу јуришних корпуса, Горску гарду и придружене снаге Немци су између 3. и 5. октобра транспортовали возовима из Београда у област Краљева. Ноћу 4/5. октобра почео је напад 5. дивизије на Тополу, где се 1. батаљон 14. СС пука задржао све до 7. октобра.
Дана 10. октобра почео је прелазак 4. гардијског механизованог корпуса и 93. стрељачке дивизије Црвене армије. Ове снаге повезале су се са Првом армијском групом НОВЈ. Ове снаге брзо су ликвидирале преостала немачка уипоришта јужно од Београда, и отпочеле су напад на Београд.